# 日当平野バイパス

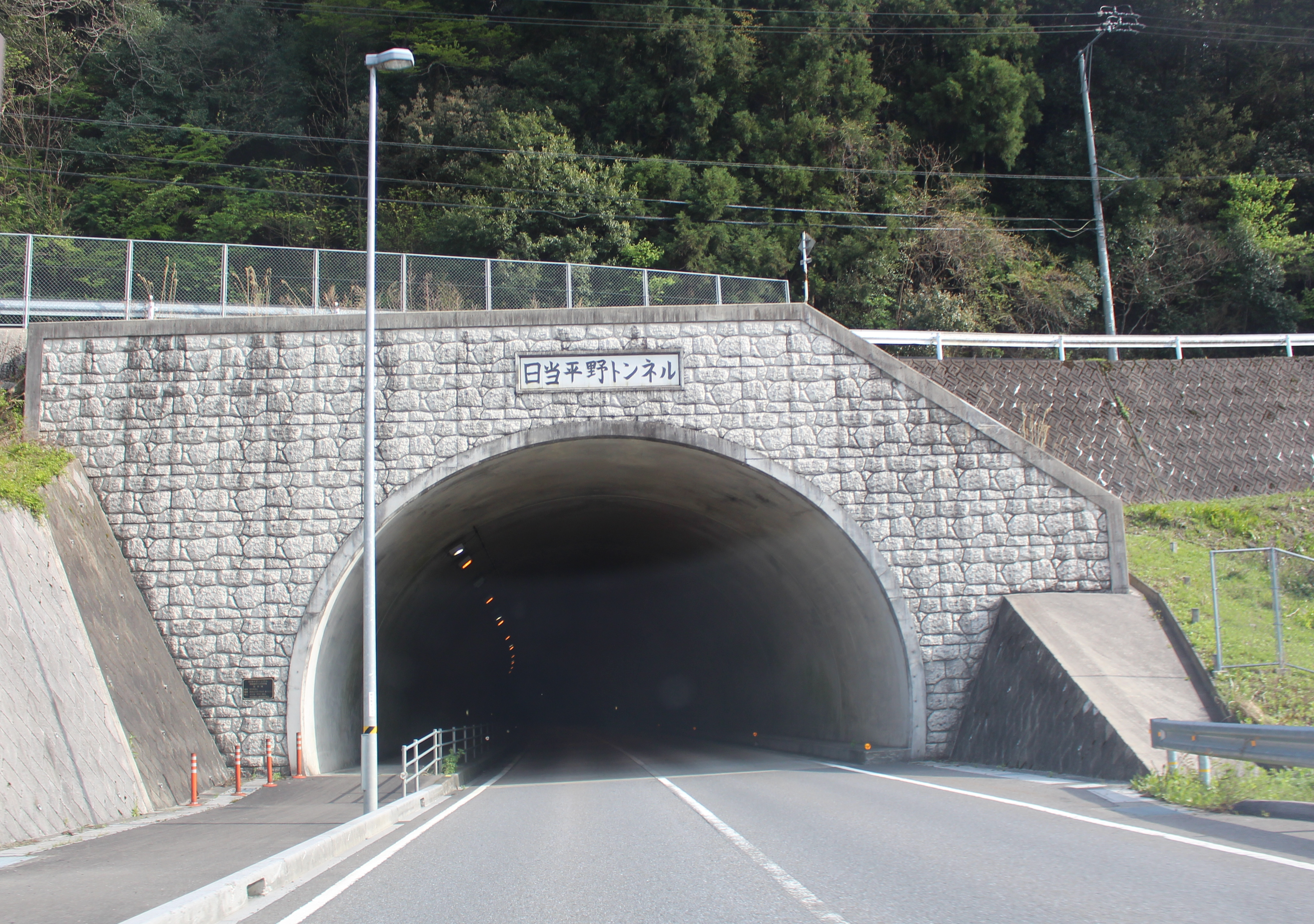
日当平野トンネルの北側、岐阜県本巣市根尾平野

日当平野バイパス（ひなたひらのバイパス）は、岐阜県本巣市根尾平野から本巣市金原を結ぶ、全長4,235mの国道157号バイパスである。2009年（平成21年）12月6日に全線が開通している。

## 概要
旧本巣郡根尾村と旧本巣郡本巣町の境に該当する当該区間は根尾川沿いを並走しており、線形不良で道路幅員が狭く、急カーブが連続していた。特に4月の淡墨桜の観光シーズンは多くの観光客が訪れて渋滞が発生し、住民の生活に支障を来たしていた。
本バイパスは、岐阜県本巣市根尾平野から本巣市金原までの延長4.2km区間について、一般国道改築事業（補助）として1992年（平成4年）に岐阜県が事業主体で整備に着手したバイパスである。
本バイパスは、片側1車線の2車線道路で、日当平野トンネル（延長810m）、平野橋（橋長62m）、城山橋（橋長104m）、日当大橋（橋長346m）により構成される。本バイパスの開通により、防災危険個所及び大型車すれ違い困難箇所（幅員4.5m）が解消され、第2次緊急輸送道路としての安定性及び安全性が確保される。
2005年（平成17年）3月25日に日当大橋の完成式典及び開通セレモニーが行われ、日当大橋を含む延長788.3m区間とそれに続く延長330.0m区間が供用開始された。2007年（平成19年）7月に日当平野トンネルの本格的な掘削工事に着手したが、環境基準を超える砒素が検出されたため工事を一時中断。その後、工事を再開して2009年（平成21年）1月30日に貫通式を実施。同年12月6日に全線が供用開始された。

### 路線データ
- 起点：岐阜県本巣市根尾平野（事業化当時は岐阜県本巣郡根尾村平野字坂ノ下地内[4]）
- 終点：岐阜県本巣市金原（事業化当時は岐阜県本巣郡本巣町大字金原字西ノ越地内[4]）
- 計画延長：4,235m（現道延長：6.3km）
- 計画幅員：6.5m（現道幅員：5.0m）
- 全体幅員：12.0m
- 車線数：2車線
- 事業期間：1992年度（平成4年度） - 2009年度（平成21年度）
- 計画交通量：2,700台/日
- 全体事業費：約95億円

## 沿革
- 1992年度（平成4年度）：事業化。
- 1993年度（平成5年度）：用地着手。
- 1994年度（平成6年度）：工事着手。
- 2004年（平成16年）12月21日：根尾平野地区の延長679.0mを供用開始[5]。
- 2005年（平成17年）3月25日：日当大橋を含む延長1,118.3mを供用開始[2]。
- 2007年（平成19年）7月13日：根尾平野地区の延長173.0mを供用開始[6]。
- 2009年（平成21年）
  - 1月30日：日当平野トンネル貫通式。
  - 3月31日：バイパス開通に伴う道路の区域変更により、現道区間の一部を旧道に降格[7]。
  - 12月6日：日当平野トンネルを含む全線供用開始[3]。
- 2012年（平成24年）7月13日：日当平野トンネル開通に伴う道路の区域変更により、現道区間2317.0mを旧道に降格[8]。

## 主な構造物
- 日当平野トンネル（建設時仮称：日当トンネル、延長810.0m、NATM工法、2009年12月完成）
- 平野橋（建設時仮称：平野5号橋、橋長62m、鋼単純箱桁橋、2004年完成）
- 城山橋（建設時仮称：根尾川2号橋、橋長104m、3径間鋼ラーメン橋、2005年完成）
- 日当大橋（建設時仮称：根尾川1号橋、橋長346m、2径間連続鈑桁橋及び3径間連続トラス桁橋、2005年完成）

## その他
- 日当平野トンネルのトンネル銘板の揮毫は、地元の本巣市立外山小学校・本巣市立根尾小学校の5・6年生全員に依頼して選定されたものである。

## 参考資料
- 再々評価結果（平成19年度事業継続箇所）一般国道157号 日当平野バイパス、国土交通省
- 「第III編 中部の土木史」『土木学会中部支部80周年記念誌』公益社団法人土木学会中部支部、2019年3月、104頁。
- 道路建設課 事業内容 - ウェイバックマシン（2001年7月30日アーカイブ分）、岐阜県庁 岐阜建設事務所道路建築課